# Stephan Engels
Stephan Engels (* 6. September 1960 in Niederkassel) ist ein ehemaliger deutscher Fußballspieler. Seit dem Ende seiner aktiven Karriere arbeitet er als Trainer.

## Laufbahn
Engels spielte bereits in der Jugend des 1. FC Köln und 1978/79 seine erste Profisaison für die Geißböcke. Das Mittelfeldtalent entwickelte sich schnell zum Stammspieler und gab bereits 1982 sein Debüt in der A-Nationalmannschaft. Im selben Jahr stand er als Abrufspieler auch im erweiterten Aufgebot für die Weltmeisterschaft in Spanien. Für den DFB bestritt er acht A-Länderspiele und am 18. April 1987 in Cluj-Napoca bei der 0:1-Niederlage gegen die Auswahl Rumäniens ein Länderspiel für die Olympia-Auswahlmannschaft.
Engels größter Erfolg war der DFB-Pokal-Sieg 1983. Zweimal wurde er mit dem FC Vizemeister, ein weiterer Höhepunkt seiner Karriere waren die Spiele im UEFA-Pokal 1986, vor allem die Finalspiele gegen Real Madrid (damals mit Hin- und Rückspiel ausgetragen), in denen sich die Kölner nicht durchsetzen konnten.
Engels erzielte in 236 Bundesligaspielen 39 Tore. Zur Winterpause der Saison 1988/89 wechselte er zum Stadtrivalen SC Fortuna Köln in die 2. Liga. Nach zahlreichen Verletzungen beendete er während der Spielzeit 1989/90 seine Karriere und wurde Trainer. In der Saison 1995/1996 war er Cheftrainer des 1. FC Köln. Er übernahm die Mannschaft nach dem zweiten Spieltag von Morten Olsen; allerdings wurde er nach dem 25. Spieltag durch Peter Neururer ersetzt, da er nicht den erhofften Erfolg hatte. Seither hat er nie wieder als Bundesligatrainer gearbeitet. Er blieb bis zur Saison 1998/99 Trainer der Zweiten Mannschaft. 1999 ging er als Scout zum 1. FC Köln, 2000 wurde er Manager beim Wuppertaler SV. 2005/06 kehrte er zum 1. FC Köln zurück, arbeitete als Chef-Scout und später als Jugend-Koordinator. Ab dem 22. April 2013 war er Trainer der U-21-Nachwuchsmannschaft des 1. FC Köln. Nach der Saison 2014/15 wurde die Zusammenarbeit auf Wunsch von Stephan Engels beendet.
Er spielt in der Traditionsmannschaft des 1. FC Köln und ist seit 2010 Vorsitzender des TuS Mondorf 1910/1920 e. V.
Seit 2021 ist er Pate der Gesamtschule Niederkassel für das Netzwerk Schule ohne Rassismus – Schule mit Courage.

## Vereine

### AlsSpieler
- 1966–1976 TuS Mondorf
- 1976–1989 1. FC Köln
- 1989–1990 SC Fortuna Köln

### AlsTrainer
- 1994–1995 1. FC Köln U23
- 1995–1996 1. FC Köln
- 1996–1999 1. FC Köln
- 2013–2015 1. FC Köln II

### AlsVereinsmanager
- 2000–2002 Wuppertaler SV

## Statistik
- 8 Länderspiele
- 2 B-Länderspiele
- 1 Olympia-Länderspiel
- 9 U21-Länderspiele; 1 Tor
- 1. Bundesliga
  - 236 Spiele; 39 Tore
- 2. Bundesliga
  - 16 Spiele; 7 Tore
- DFB-Pokal
  - 23 Spiele; 8 Tore
- Europapokal der Landesmeister; Europapokal der Pokalsieger; UEFA-Pokal
  - 69 Spiele; 14 Tore

## Erfolge
- Deutscher Vizemeister: 1982, 1989
- Deutscher Pokalsieger: 1983
- Deutscher Pokalfinalist: 1980
- UEFA-Pokalfinalist: 1986

## Privat
Sein Sohn Mario ist ebenfalls Fußballspieler.